# Azaméthiphos
L'azaméthiphos est un insecticide organothiophosphate de formule chimique C9H10ClN2O5PS. Il est notamment utilisé en aquaculture de saumon comme produit vétérinaire pour contrôler les parasites. Il est également utilisé comme insecticide dans des produits biocides.

## Mode d'action
L'Azaméthiphos est un inhibiteur de l'enzyme acétylcholinestérase. Ainsi, l'acétylcholine reste intacte permettant à l'influx nerveux de perdurer sans interruption. Ce phénomène provoque une surexcitation de l'organisme, menant éventuellement à la mort de l'insecte. 

## Ecotoxicité
L'Azaméthiphos est toxique pour l'environnement, avec une DL50 sur Daphnia magna de 0.33 µg/L. 